# شبگردهای نمادین
شبگردهای نمادین (نام علمی: Caprimulgus)، یک سردهٔ بزرگ و بسیار گسترده از پرندگان خانوادهٔ شبگردان، با جثه متوسط با بال‌های نوک‌تیز، پاهای کوتاه و نوک کوتاه است. Caprimulgus از لاتین capra، "بز پرستار بچه" و mulgere به معنای "شیر دادن" مشتق شده‌است که به یک افسانه قدیمی اشاره دارد که شبگردها شیر بزها را می‌مکند. نام رایج "nightjar" که برای نخستین بار در سال ۱۶۳۰ ثبت شد، به عادت فعالیت شبانه این پرنده اشاره دارد، بخش دوم نام از آواز متمایز خرخر گرفته شده‌است.
شبگردهای نمادین در اطراف آفریقا-اوراسیا و استرالیا یافت می‌شوند و مانند سایر شبگردها معمولاً روی زمین لانه می‌سازند. آنها بیشتر در اواخر عصر و اوایل صبح یا شب فعال هستند و عمدتاً از پروانه‌ها و دیگر حشرات بزرگ پروازکننده تغذیه می‌کنند.
اکثراً پاهای کوچکی دارند که برای راه‌رفتن کاربرد چندانی ندارند و پرهای نرم آنها به شکلی مرموز رنگی شبیه پوست یا برگ است. برخی از گونه‌ها، به‌طور نامعمول برای پرندگان، در امتداد یک شاخه نشسته‌اند، نه روی آن، که به پنهان کردن آنها در طول روز کمک می‌کند. گونه‌های معتدل به شدت مهاجر هستند و در مناطق استوایی زمستان را می‌گذرانند.
گونه‌های شبگردهای نمادین دارای نوک به نسبت بلند و موپرهای دهانی بلند هستند. بسیاری از آنها آهنگ‌های تکراری و اغلب مکانیکی دارند.
این سرده ۳۸ گونه دارد.